# Leuchtpistole 42
La Leuchtpistole 42 (Pistola de bengalas 42, en español) fue una pistola de bengalas que entró en servicio alemán en 1943 y sirvió durante toda la Segunda Guerra Mundial.

## Diseño
La Leuchtpistole 42 era una pistola de bengalas monotiro, con cañón basculante y ánima lisa, que fue sucesora de la anterior Leuchtpistole 34. La Leuchtpistole 42 estaba hecha de piezas de acero dúctil estampado, estaba galvanizada para detener la corrosión y sus cachas eran de baquelita. El objetivo de la Leuchtpistole 42 era reducir el consumo de aleaciones ligeras, reducir la dependencia de piezas mecanizadas, reducir el tiempo de producción y reducir los costos de producción. A pesar de estar hecha de acero dúctil y piezas estampadas, se consideraba resistente y su tosco aspecto no obstaculizaba su funcionalidad. Sin embargo, la Leuchtpistole 42 era casi 390 g (14 oz) más pesada que su predecesora.

## Variantes
- Sturmpistole: la Sturmpistole fue una conversión de la Leuchtpistole 34 o la Leuchtpistole 42, a la que se le añadió una culata acolchada y miras para disparar proyectiles letales y no letales.

## Munición
Los papeles principales para la Leuchtpistole 42 fueron señalización, iluminación, marcado de objetivos u ocultamiento con una granada fumígena. Más tarde, durante la Segunda Guerra Mundial, se desarrollaron proyectiles explosivos para ofrecer a las tropas alemanas un lanzagranadas pequeño y ligero con el cual podían atacar objetivos a corta distancia que no podían ser atacados satisfactoriamente por armas de infantería o artillería sin poner en peligro a las tropas amigas.
Los proyectiles disponibles incluían:
- Cartucho de bengala multi-estrellas: este era una bengala multi-estrellas, que contenía tres estrellas rojas y tres verdes, las cuales podían configurarse para seis combinaciones de colores diferentes.
- Panzerwurfkörper 42: Esta era una granada HEAT que se podía usar contra vehículos blindados. Tenía un alcance de 60 m (75 yardas) y podría penetrar 80 mm (3.1 in) de BHL. Su diseño era similar al de la Wurfkörper 361 y el interior de su casquillo estaba estriado.
- Wurfgranate Patrone 326: Esta era una pequeña granada explosiva de retrocarga, estabilizada por aletas y con una espoleta en su punta, diseñada para disparos directos en ángulos bajos. No se recomendaba su uso más allá de 180 m (200 yardas) a causa de su imprecisión, o a menos de 46 m (50 yardas) debido al riesgo de las esquirlas.[2]
- Wurfkörper 361: La Wurfkörper 361 se creó al atornillar una varilla de baquelita o madera en una Eihandgranate 39, que permitía dispararla desde una Leuchtpistole. Primero se cargaba un cartucho de fogueo con casquillo de latón o aluminio en la recámara de la pistola. Luego se introducía la varilla por la boca del cañón hasta que se encajaba en la boca del cartucho de fogueo, se cerraba la recámara y el arma podía dispararse. La Wurfkörper 361 era empleada para fuego indirecto de alto ángulo, donde sus esquirlas serían útiles. La Wurfkörper 361 no se recomendaba para emplearse a menos de 46 m (50 yardas) debido al riesgo de las esquirlas y su alcance máximo se limitaba aproximadamente a 78 m (85 yardas) en un ángulo de 45°, porque la granada tenía un espoleta cronométrica de 4,5 segundos.

## Galería

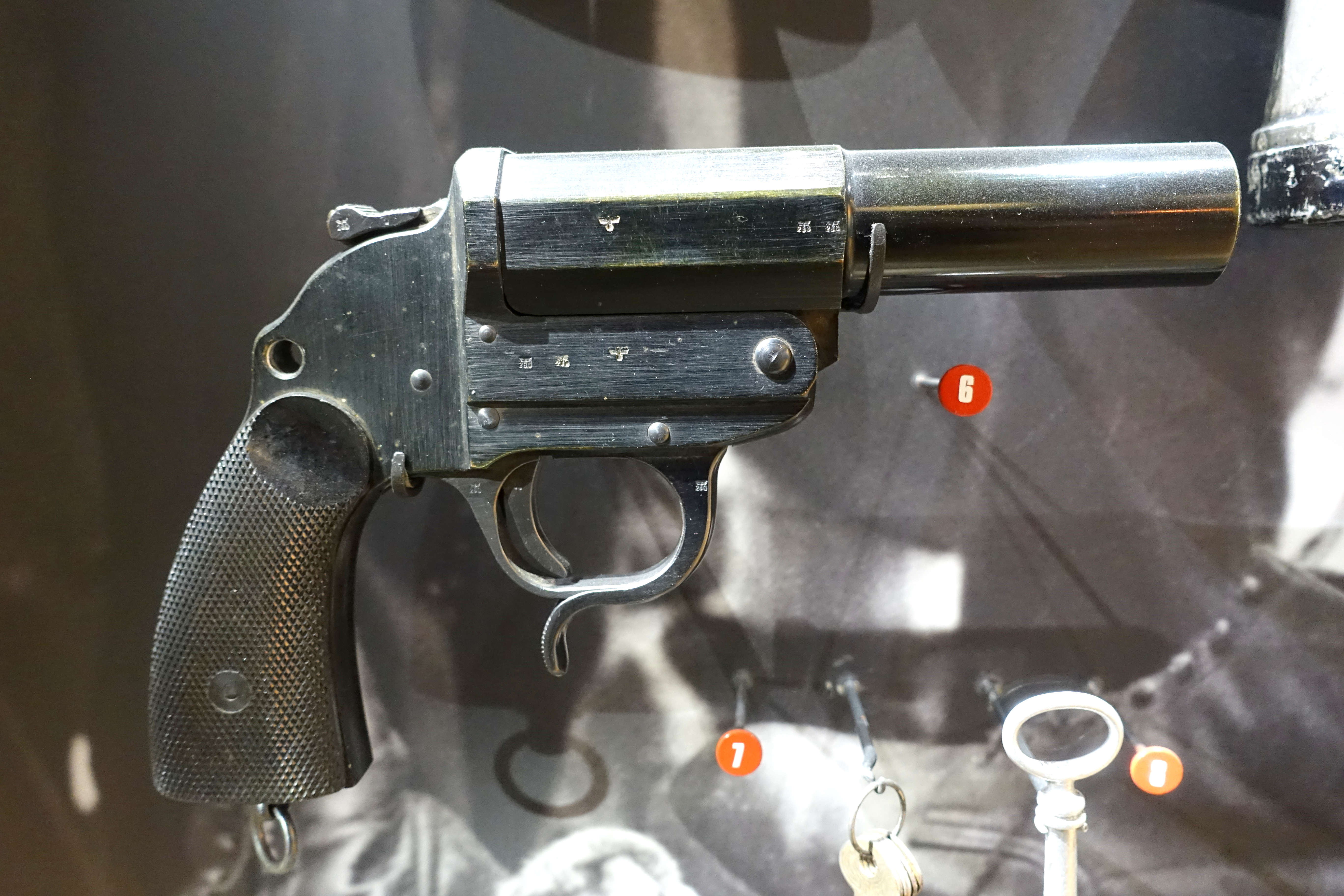
La Leuchtpistole 34 del U-505 en el Museo de Ciencia e Industria de Chicago.
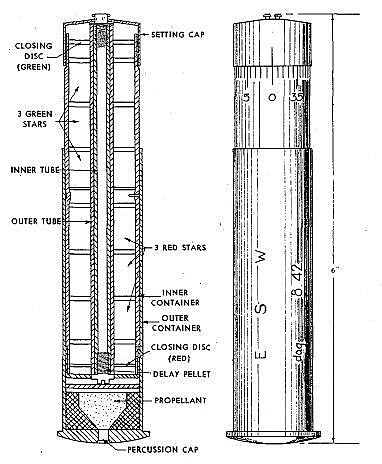
Esquema de los componentes del cartucho Multi-Star.
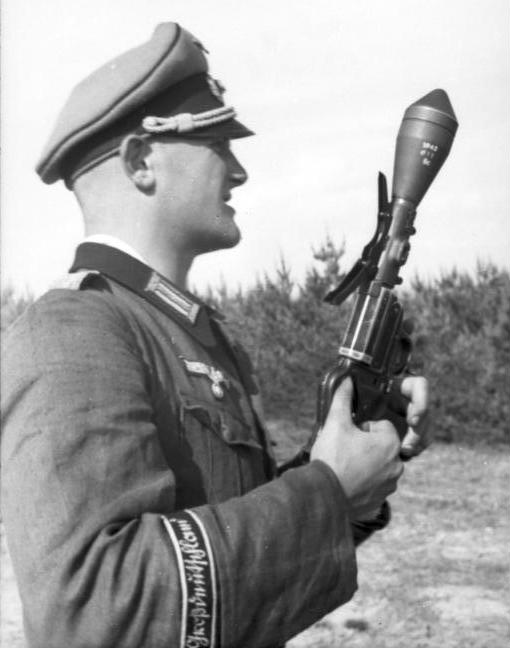
Oficial con una Sturmpistole cargada con Panzerwurfkörper 42.
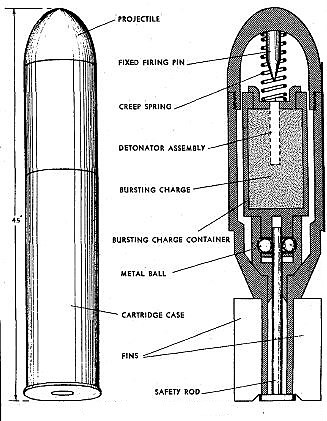
Esquema de los componentes del Wurfgranate Patrone 326.
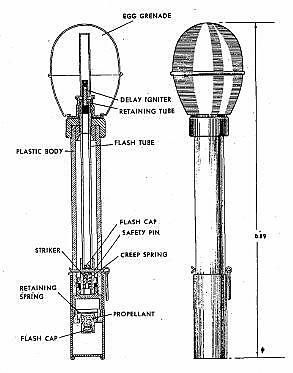
Esquema de los componentes del Wurfkorper 361/Panzerwurfkörper 42.